# Maurice Brookhart

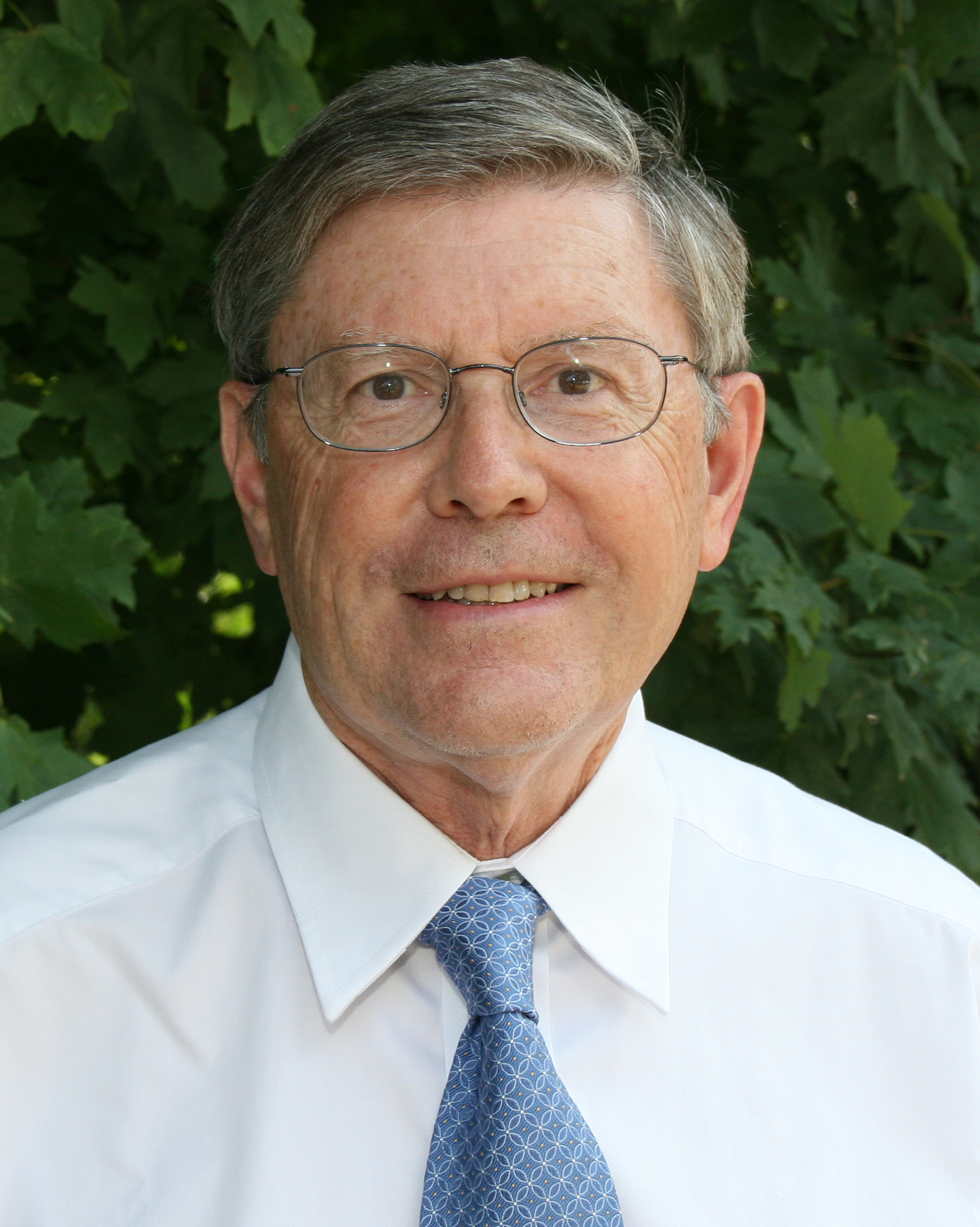
Maurice Brookhart

Maurice S. Brookhart (* 28. November 1942 in Cumberland (Maryland))  ist ein US-amerikanischer Chemiker, der sich mit Organischer Chemie und speziell Metallorganischer Chemie befasst.

## Leben
Brookhart erhielt 1964 seinen Bachelor-Abschluss an der Johns Hopkins University und wurde 1968 an der University of California, Los Angeles, in Organischer Chemie bei Saul Winstein promoviert („Direct observation of Carbonium ions by NMR in strong acid media“). Als Post-Doktorand und NATO Fellow war er an der University of Southampton. 1969 wurde er Associate Professor und 1976 Professor an der University of North Carolina. Ab 1990 war er dort William R. Kenan Jr. Professor.
Er war unter anderem Gastprofessor in Oxford (1982/83), an der University of Wisconsin, in Rennes, Toulouse, Berkeley, Marburg, Sevilla und am Max-Planck-Institut für Kohlenforschung in Mülheim (2003).
Er befasst sich mit Übergangsmetall-Komplexen in der organischen Synthese und Katalyse. Insbesondere mit neuartigen Katalysatoren (Late transitional metal complexes) zur Olefin-Polymerisation, mit denen Polymere mit ungewöhnlicher Struktur aufgebaut werden können. Außerdem befasst er sich mit C-H und C-C Bindungs-Aktivierung mit Übergangsmetall-Komplexen für die Entwicklung von Katalysatoren. Er ist Mitentdecker der nach ihm benannten Brookharts Säure.
Mit Malcolm L. H. Green prägte er 1983 den Begriff Agostische Wechselwirkung.
1996 wurde er Fellow der American Academy of Arts and Sciences und 2001 der National Academy of Sciences sowie der American Association for the Advancement of Science. Er ist Ehrendoktor in Rennes. 2001 war er mit einem Humboldt-Forschungspreis in Marburg. 2003 erhielt er den ACS Award in Polymer Chemistry, 2010 die Willard Gibbs Medal, war 1994 Arthur C. Cope Scholar, war 1995 Fellow der Japan Society for the Promotion of Science und erhielt 1992 den American Chemical Society Award in Organometallic Chemistry. 2000 war er Centenary Lecturer der Royal Society of Chemistry.
Er war einer der Herausgeber von Organometallics.
Brookhart ist seit 1965 verheiratet und hat zwei Kinder.